# Sebastian Eriksson
Sebastian Eriksson est un footballeur suédois, né le 31 janvier 1989 à Åsebro en Suède. Il évolue comme arrière gauche.

## Palmarès
IFK Göteborg
- Vainqueur de la Coupe de Suède (1) : 2008
- Vainqueur de la Supercoupe de Suède (1) : 2008